# کلودیا پکشتاین
کلودیا پکشتاین ورزشکار زن رشتهٔ اسکیت سرعتی اهل کشور آلمان است. وی در بین سال‌های ‎۱۹۹۲ تا ۲۰۰۶ میلادی در مسابقات بازی‌های المپیک زمستانی در مجموع ۹ مدال، شامل ۵ مدال طلا و ۲ نقره و ۲ برنز را کسب کرد.